# マッラレ
マッラレ(伊: Mallare)は、イタリア共和国リグーリア州サヴォーナ県にある、人口約1,100人の基礎自治体（コムーネ）。

## 地理

### 位置・広がり

#### 隣接コムーネ
隣接するコムーネは以下の通り。
- アルターレ
- ボルミダ
- カーリチェ・リーグレ
- カルカレ
- オルコ・フェリーノ
- パッラーレ
- クイリアーノ

### 地震分類
イタリアの地震リスク階級 (it) では、3 に分類される
。

## 行政

### 分離集落
マッラレには、以下の分離集落（フラツィオーネ）がある。
- Acque, Codevilla, Eremita, Montefreddo